# Anolis allisoni
El abaniquillo de cabeza azul (Anolis allisoni) es una especie de lagartos anoles que habita el Caribe. Es reconocible gracias a su característica coloración verde -de la mitad del cuerpo hacia abajo- y azul -hacia arriba-; la misma lo hace merecedor del sobrenombre de camaleón azul. Por su puesto, es sólo una denominación superficial, pues a pesar de que sí puede cambiar de color como los verdaderos camaleones africanos, carece de muchas de sus características - como la forma de las patas y la capacidad de disparar la lengua como un proyectil hacia sus presas-.
Se alimenta de insectos correspondientes con su tamaño -en los machos oscila por los 20 cm desde el hocico hasta la punta de la cola y en las hembras 14-. Cabe destacar que existe un marcado dimorfismo sexual, dado que sólo el macho posee la mitad superior de su cuerpo de color azul. La hembra es completamente verde y se puede confundir con Anolis porcatus.